# WWE 위민스 태그팀 챔피언십
WWE 위민스 태그팀 챔피언십(WWE Women's Tag Team Championship)은 WWE에 속해있는 여성 태그팀 챔피언십이다.

## 역사
2018년 12월 24일자 WWE 러에서 빈스 맥맨에 의해 발표된 챔피언십으로 1989년 폐지된 WWF 위민스 태그팀 챔피언십과는 계승이 되지 않으며 현재 WWE에 있는 챔피언십 중 유일하게 특정 브랜드에 종속되지 않은 챔피언십이다. 1월 14일 WWE 러에서 알렉사 블리스에 의해 최초로 공개가 되었다.
특정 브랜드에 종속되지 않은 챔피언십이다보니, 각 브랜드에서 도전자를 찾아다니러 챔피언들 또한 한 브랜드에만 등장하는 것이 아니라 모든 브랜드에 출연한다.

## 역대 타이틀 명칭
| 타이틀 명칭                | 연도          |
| -------------------------- | ------------- |
| WWE 우먼스 태그팀 챔피언십 | 2018년 ~ 현재 |

## 기록들
- 초대 챔피언 : 보스 앤 허그 커넥션 (사샤 뱅크스 & 베일리)
- 최장수 챔피언 : 가부키 워리어즈 (카이리 세인 & 아스카) (181일)
- 최단 기간 챔피언 : 베키 린치 & 라이라 발키리아 (1일)
- 팀 최다 챔피언 : 리브 모건 & 라켈 로드리게스 (4회)
- 개인 최다 챔피언 : 라켈 로드리게스 (6회)
- 최중량급 챔피언 : 나이아 잭스 & 셰이나 배즐러 (185kg)
- 최경량급 챔피언 : 알렉사 블리스 & 니키 크로스 (100kg)
- 최고령 챔피언 : 리타 (47세 319일)
- 최연소 챔피언 : 록샌 페레즈 (23세 237일)

## 역대 챔피언
- 보스 앤 허그 커넥션 (사샤 뱅크스 & 베일리) (초대 챔피언)
- 아이코닉스 (페이턴 로이스 & 빌리 케이)
- 알렉사 블리스 & 니키 크로스
- 가부키 워리어즈 (카이리 세인 & 아스카)
- 나이아 잭스 & 셰이나 배즐러
- 아스카 & 샬럿 플레어
- 나탈리아 & 타미나
- 리아 리플리 & 니키 A.S.H.
- 카멜라 & 퀸 젤리나
- 사샤 뱅크스 & 나오미
- 라켈 로드리게스 & 알리야
- 대미지 컨트롤 (다코타 카이 & 이요 스카이)
- 알렉사 블리스 & 아스카
- 리타 & 베키 린치
- 리브 모건 & 라켈 로드리게스
- 론다 라우시 & 셰이나 배즐러
- 첼시 그린 & 파이퍼 니븐
- 케이든 카터 & 카타나 챈스
- 비앙카 벨레어 & 제이드 카길
- 언홀리 유니온 (알바 파이어 & 아일라 던)
- 나오미 & 비앙카 벨레어
- 베키 린치 & 라이라 발키리아
- 라켈 로드리게스 & 록샌 페레즈
- 샬럿 플레어 & 알렉사 블리스 (현 챔피언)

## 같이 보기
- WWF 위민스 태그팀 챔피언십
- TNA 녹아웃 월드 태그팀 챔피언십
- WWE 위민스 챔피언십 (1956년~2010년)
- WWE 위민스 챔피언십 (2023년)
- WWE 위민스 월드 챔피언십
- WWE 디바스 챔피언십
- WWE NXT 위민스 챔피언십
- TNA 녹아웃 월드 챔피언십
- GFW 위민스 챔피언십
- AEW 위민스 월드 챔피언십